# كنزة بريغا

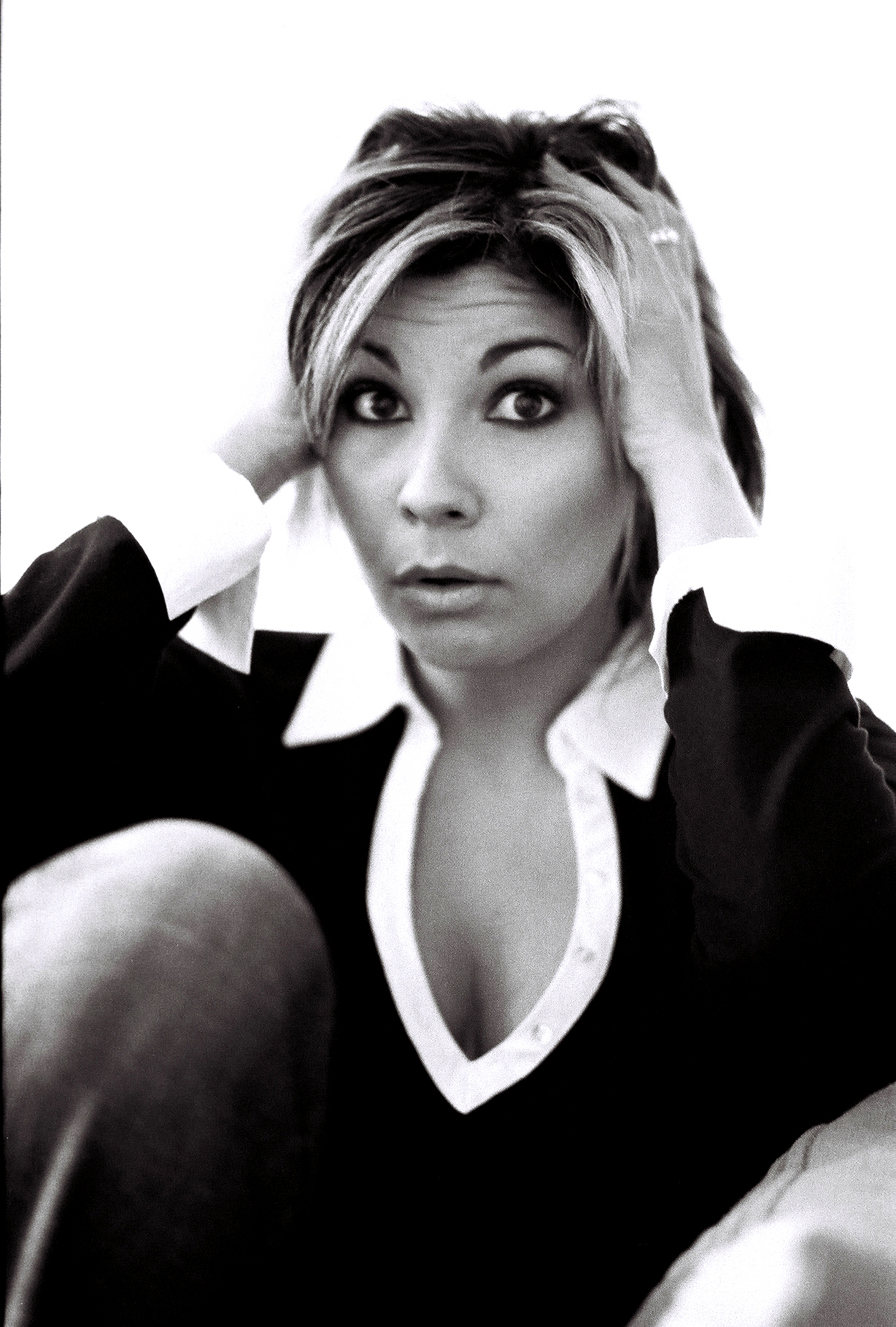
كنزة بريغا

منال بريغا  (بالفرنسية: Kenza Braiga)معروفة بـكنزة بريغا (ولدت في 13 تشرين الثاني/نوفمبر 1976 في بغداد، العراق) هي ممثلة ومؤلفة فرنسية من أصل عراقي, غادرت العراق مع عائلتها خلال معركة أم المعارك/حرب الخليج في شباط / فبراير عام 1991 عندما كانت في الـ14.
ألفت كتاب «يوم واحد تركت بغداد», عبارة عن هروبها من العراق، وأفرجت عنه في أبريل / نيسان 2003.
كانت معروفة في فرنسا من قبل بظهورها في برامج تلفزيون الواقع القصة العليا، وتألقت كمضيفة في المسلسل التلفزيون الفرنسي Boudoir, Le.
تعيش حاليا في باريس.

## التأليف
- Un jour j'ai quitté Bagdad (يوم واحد تركت بغداد)
- J'ai deux amours (لدي محبوبان)
- 2 femmes en colere (امرأتان في غضب)

## وصلات خارجية
- كنزة بريغا على موقع IMDb (الإنجليزية)

- الموقع الرسمي باللغة الفرنسية نسخة محفوظة 23 أغسطس 2007 على موقع واي باك مشين.
- Kenza Braiga في IMDB